# Impatiens tipusensis
Impatiens tipusensis är en balsaminväxtart som beskrevs av M. R.Henderson. Impatiens tipusensis ingår i släktet balsaminer, och familjen balsaminväxter. Inga underarter finns listade i Catalogue of Life.